# Ingrid Hiort af Ornäs
Ingrid Charlotta Maria Hiort af Ornäs, född von Hillern-Flinsch 15 juni 1922 i Mexiko, död 19 april 1999 i Hedvig Eleonora församling, Stockholm, var en svensk radiochef.
Ingrid Hiort af Ornäs var dotter till exportchefen Elgar von Hillern-Flinsch och sjuksköterskan Lilly, ogift Höglund. Efter akademiska studier blev hon filosofie kandidat vid Stockholms högskola 1944 men bedrev också språkstudier i Schweiz 1946. Hon var anställd vid PA Norstedt & Söners Bokförlag 1945–1950. Till Sveriges Radio kom hon 1950, där hon var medarbetare och chefredaktör för litteratur och konst, arbetade med radions personalutbildning, var tillförordnad kulturchef, radioteaterchef 1979–1985 och från 1985 chef för musikdramatiska gruppen. Tillsammans med Bengt af Klintberg ansvarade hon för radioprogrammet Folkloristisk brevlåda på 1980-talet.
Hon var knuten till Drama Working Party EBU (Europeiska radiounionen), hade juryuppdrag för Prix Italia, Prix Futura, utbildningsutskottet ITI (Int. teater inst.). Hon gav ut böcker samt skrev artiklar i mediepublikationer och uppslagsverk.
År 1997 blev hon filosofie doktor då hon vid Stockholms universitet disputerade på en avhandling om dramatikern Charlotte Birch-Pfeiffer.
Ingrid Hiort af Ornäs var 1948–1984 gift med tandläkaren Torbjörn Hiort af Ornäs (1919-2017), vilken var bror till skådespelaren Barbro Hiort af Ornäs samt son till civilingenjören Erik Hiort af Ornäs och Alma Ärnström. Tillsammans fick de sonen Peter Hiort af Ornäs (1951–2004), som är far till skådespelaren Sebastian Hiort af Ornäs.
Hon är begravd på norra kyrkogården i Visby.